# James Hemings
James Hemings (* 1765 in Guiney, Kolonie Virginia; † 1801 in Baltimore, Maryland) war ein US-amerikanischer Koch. Neben George Washingtons Chefkoch Hercules zählt Hemings zu den Küchenchefs der US-amerikanischen Gründungsväter mit afroamerikanischen Wurzeln. Hemings hat Anteil daran, dass seinem langjährigen Besitzer, dem späteren US-Präsidenten Thomas Jefferson, nachgesagt wird, sowohl französische als auch  schwarzafrikanische Elemente in die Küche der Vereinigten Staaten eingeführt zu haben.
Hemings gehörte zu den Sklaven, die in den Besitz von Thomas Jefferson gelangten, als dieser Martha Wayles heiratete. Hemings war ein Halbbruder von Jeffersons Ehefrau, da John Wayles, der Vater von Martha, ihn gemeinsam mit der Sklavin Betty Hemings gezeugt hatte. Seine jüngere Schwester Sally Hemings war die spätere Geliebte Jeffersons und wie diese begleitete Hemings Jefferson nach Paris, als dieser dort als US-amerikanischer Botschafter residierte. Hemings wurde auf Betreiben Jeffersons dort von verschiedenen französischen Köchen ausgebildet. Unabhängig davon nahm Hemings Sprachunterricht, um die französische Sprache zu erlernen.
Gemeinsam mit Jefferson kehrte er in die USA zurück,  als dieser zum Außenminister ernannt wurde, und arbeitete für Jefferson in Philadelphia, zu dem Zeitpunkt Hauptstadt der Vereinigten Staaten. Hemings gelang es, Jefferson dazu zu überreden, ihn aus der Sklaverei zu entlassen. Seine Freiheit erhielt er 1796, nachdem er seinen Bruder Peter knapp drei Jahre lang ausgebildet hatte, um ihn als Chefkoch des Jefferson-Haushaltes zu ersetzen. Hemings beging 1801 im Alter von 36 Jahren Suizid.

## Leben

### Familie

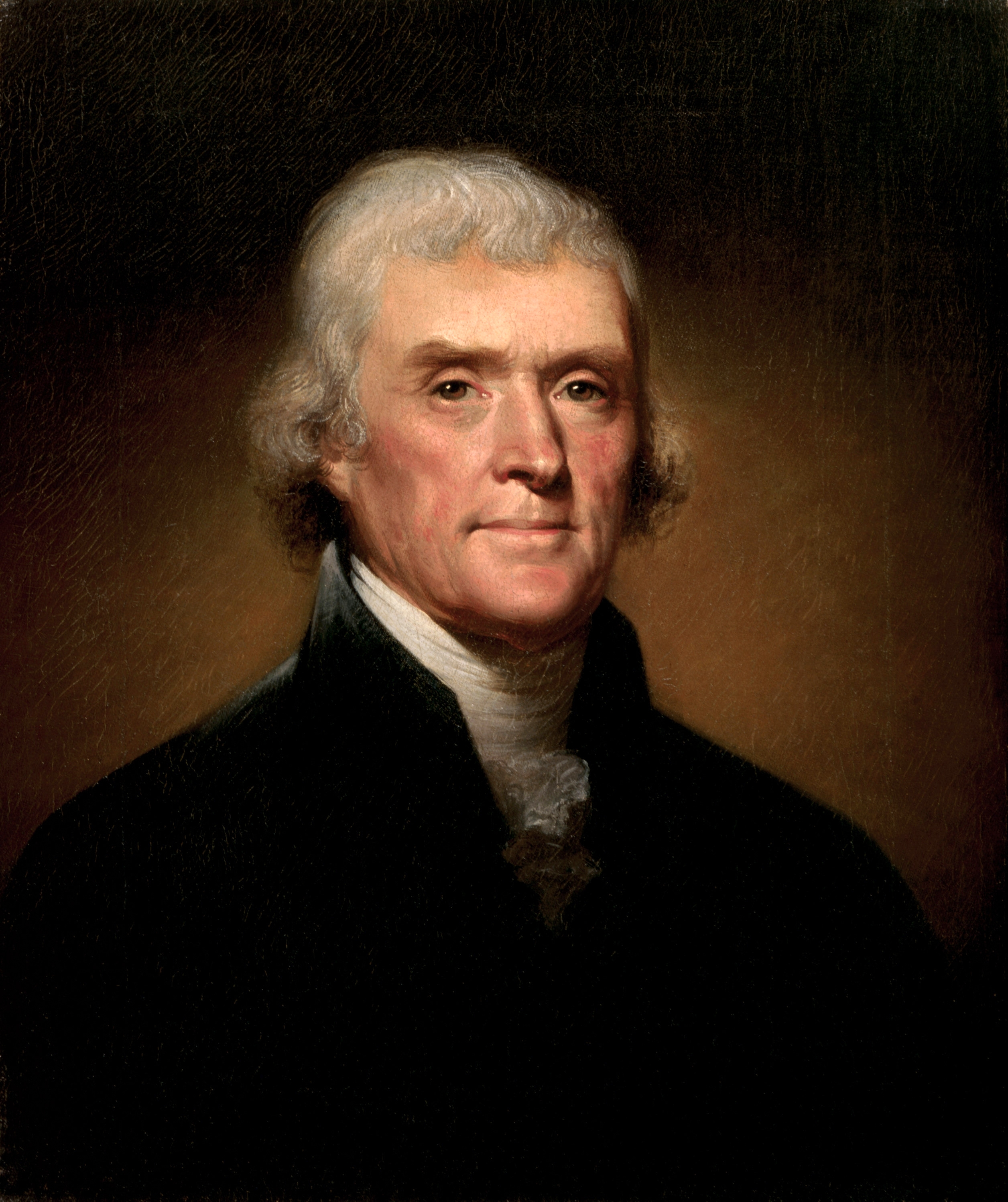
Thomas Jefferson (Rembrandt Peale, 1800)

James Hemings war Sohn von Elizabeth „Betty“ Hemings. Diese wiederum stammte ab von dem britischen Marinekapitän John Hemings und von Susannah, einer Afrikanerin, die versklavt und in die USA verkauft worden war.
James Hemings war das zweite Kind, das aus Betty Hemings Beziehung mit ihrem Besitzer John Wayles stammte. Wayles machte die zu dem Zeitpunkt 26-jährige Betty Hemings zu seiner Geliebten, nachdem er ein drittes Mal Witwer wurde. Insgesamt sechs Kinder stammten aus dieser Beziehung, die überwiegend Personen weißer Hautfarbe als Vorfahren hatten.  Betty Hemings hatte aus einer vorherigen Beziehung mit einem anderen Mann bereits vier ältere Kinder. Da ihre Mutter Sklavin war, waren alle diese Kinder gemäß dem in Virginia angewendeten Rechtsprinzip partus sequitur ventrum, das seit 1662 galt, ebenfalls Sklaven.
John Wayles starb 1773 und hinterließ sowohl Betty Hemings als auch ihre zehn Kinder seiner Tochter Martha, ihrer Halbschwester. Martha Wayles heiratete wenig später Thomas Jefferson, der so in den Besitz dieser zehn Personen gelangte.
James Hemings gehörte wie seine Mutter und seine Geschwister zu den sogenannten „Haussklaven“, die als Dienstboten im Herrenhaus arbeiteten. Hemings arbeitete in der Küche und stellte sich dabei so geschickt an, dass Jefferson sich entschied, den zu dem Zeitpunkt 19-Jährigen mit nach Paris zu nehmen.  Gemeinsam mit Jefferson schiffte sich Hemings am 4. Juli 1784 in Boston ein, am 6. August desselben Jahres erreichten sie Paris.

### In Paris
Hemings gelangte nach Paris zu einem Zeitpunkt, als hier eine neue Restaurantkultur entstand. Bis weit ins 18. Jahrhundert war das Bewirtungsgewerbe in Suppenküchen, Pastetenbäcker und andere Innungen streng getrennt gewesen. Seit 1782 war diese strenge Trennung auch gesetzlich aufgehoben. Einzelnen Personen war es jedoch bereits zuvor gelungen, ein Restaurant im heutigen Sinne zu etablieren. Verschiedene zeitgenössische Quellen vor 1800 nennen Mathurin Roze de Chantoiseau als ersten Restaurateur in Paris, der sein Lokal 1766 eröffnete. Es etablierten sich sehr schnell Restaurants, die ihren Gästen Gerichte servierten, die zuvor lediglich in adeligen Häusern verzehrt wurden.
Hemings hatte in Frankreich einen ungewöhnlichen Status: Nach französischer Auffassung war er hier frei, da Frankreich Sklaverei auf seine Kolonien begrenzte. Allerdings waren die entsprechenden französischen Gesetze komplex und häufig widersprüchlich. Es gab in Paris auch eine Reihe Sklaven, dabei handelte es sich überwiegend um Personen, die ihre Besitzer begleiteten, wenn diese von den französischen Kolonien nach Frankreich zurückkehrten. Ihre Zahl war zwar klein, jedoch stieg sie zunehmend an, so dass in Frankreich versucht wurde, die Dauer des Aufenthalts solcher Personen zu begrenzen. Die Zahl von Personen mit schwarzer Hautfarbe betrug in Paris zu dem Zeitpunkt, als Hemings dorthin kam, etwa 1000. Darunter waren viele Freigelassene mit einem weißen Elternteil. Innerhalb dieser Gruppe gab es sogar eine Elite: Dazu zählten der Geigenvirtuose Joseph Bologne, Chevalier de Saint-Georges und der französische General Thomas Alexandre Dumas.  Jefferson zahlte an Hemings in Frankreich vermutlich wegen des schwierigen Rechtsstatus ein Gehalt und Hemings war nach heutigem Wissensstand in seiner Bewegungsfreiheit kaum eingeschränkt.

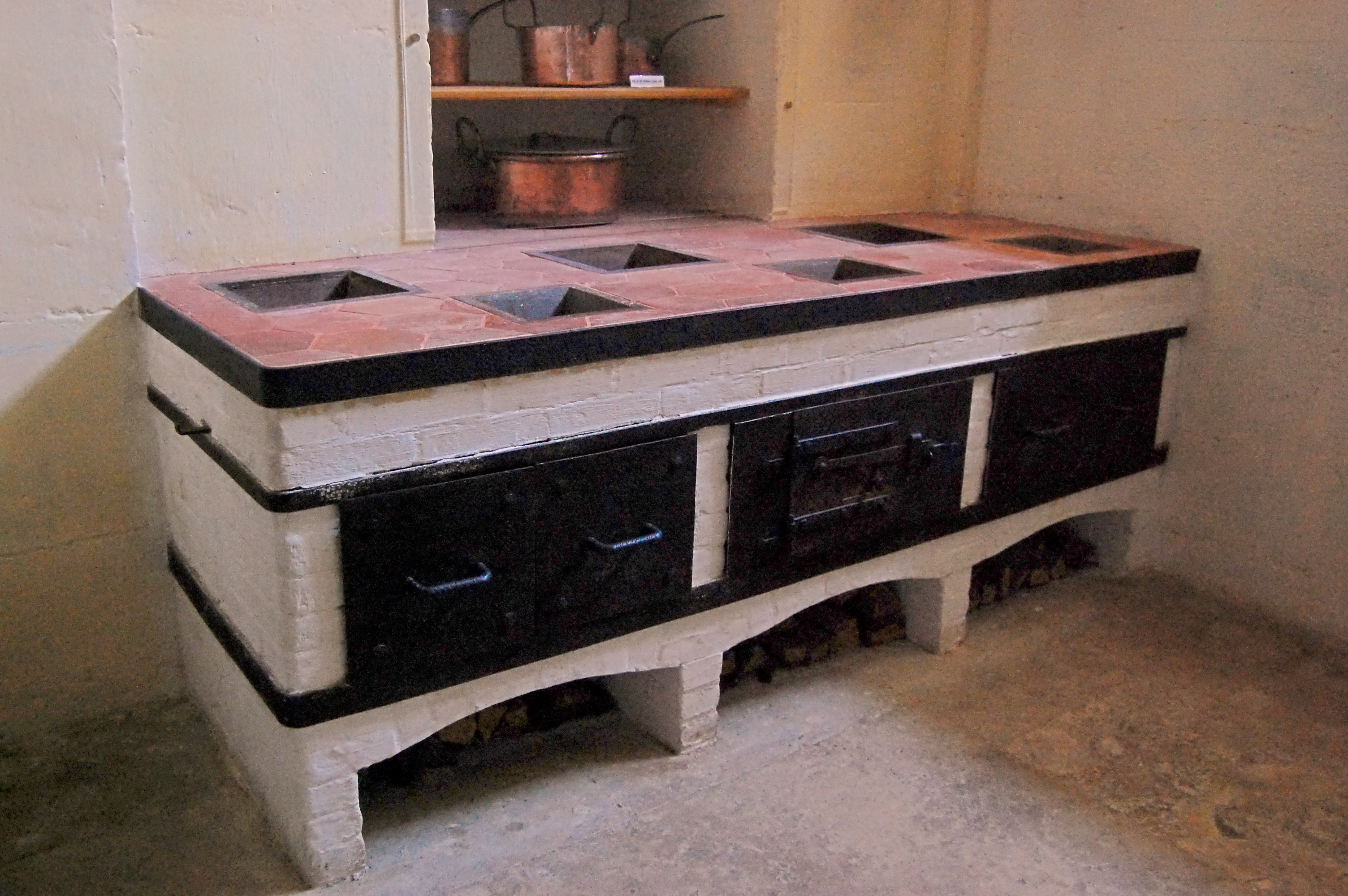
Ein Potager, mit dem Hemings in Paris kochen lernte. Das abgebildete Beispiel stammt aus dem Petit Trianon, Versailles

Hemings wurde in Paris auf Betreiben Jeffersons bei verschiedenen Köchen und Bäckern weiter ausgebildet. Mahlzeiten wurden immer noch „à la française“ serviert: Eine Vielzahl sehr unterschiedlicher Gerichte wurde auf einem mit weißem Leinen bedeckten Tisch angeboten, um den die Gäste saßen. Der einzelne Gast aß in der Regel nur von den Gerichten, die vom Servicepersonal in seiner Nähe platziert wurden. Mindestens ein aufwändig zubereitetes und dekoriertes Gericht wurde durch den Gastgeber oder den Ehrengast zerlegt und unter den Anwesenden verteilt. Die Herausforderung für den Koch bestand darin, eine Zusammenstellung attraktiver und optisch ansprechender Gerichte gleichzeitig zu servieren. Erst im Verlauf der zweiten Hälfte des 19. Jahrhunderts wurde diese Form des Dinners zunehmend durch den sogenannten „Service à la russe“ abgelöst, bei der die Gerichte in der Küche portioniert wurden und zunehmend ein Kellner den einzelnen Gast bediente. Hemings lernte außerdem, am „Potager“ zu kochen, ein Vorläufer des heutigen Küchenherdes, bei dem die einzelnen Kochstellen individuell beheizt wurden. Dieser neu entwickelte Ofen ermöglichte es dem Koch, die Hitze sorgfältiger zu steuern, und führte zur Entwicklung einer Reihe neuer Gerichte. Jefferson war von diesem neuen Typ von Küchenherd so angetan, dass er einen solchen Herd Jahre später in Monticello bauen ließ. Dieser Herdtyp setzte sich allerdings in den Vereinigten Staaten nicht durch, der „Potager“ auf Monticello blieb eines der wenigen Exemplare dieser Herdform.  1788 wurde Hemings schließlich Chefkoch in Jeffersons Residenz an den Champs-Elysées.
Es ist ungeklärt, warum Hemings in Paris seine Möglichkeiten nicht nutzte und sich aus der Sklaverei befreite. Er konnte lesen und schreiben, hatte aus eigenem Antrieb Französisch gelernt und wäre vor dem Hintergrund seines fachlichen Könnens in der Lage gewesen, anderweitig Arbeit zu finden. George Washingtons Chefkoch Hercules wählte diesen Weg rund zehn Jahre später.  Bei Hemings könnte eine Rolle gespielt haben, dass seine übrige Familie nach wie vor auf Jeffersons Familiensitz in Monticello lebte. 1789 kehrte er gemeinsam mit Jefferson und seiner Schwester Sally Hemings in die USA zurück.

### Zurück in den USA

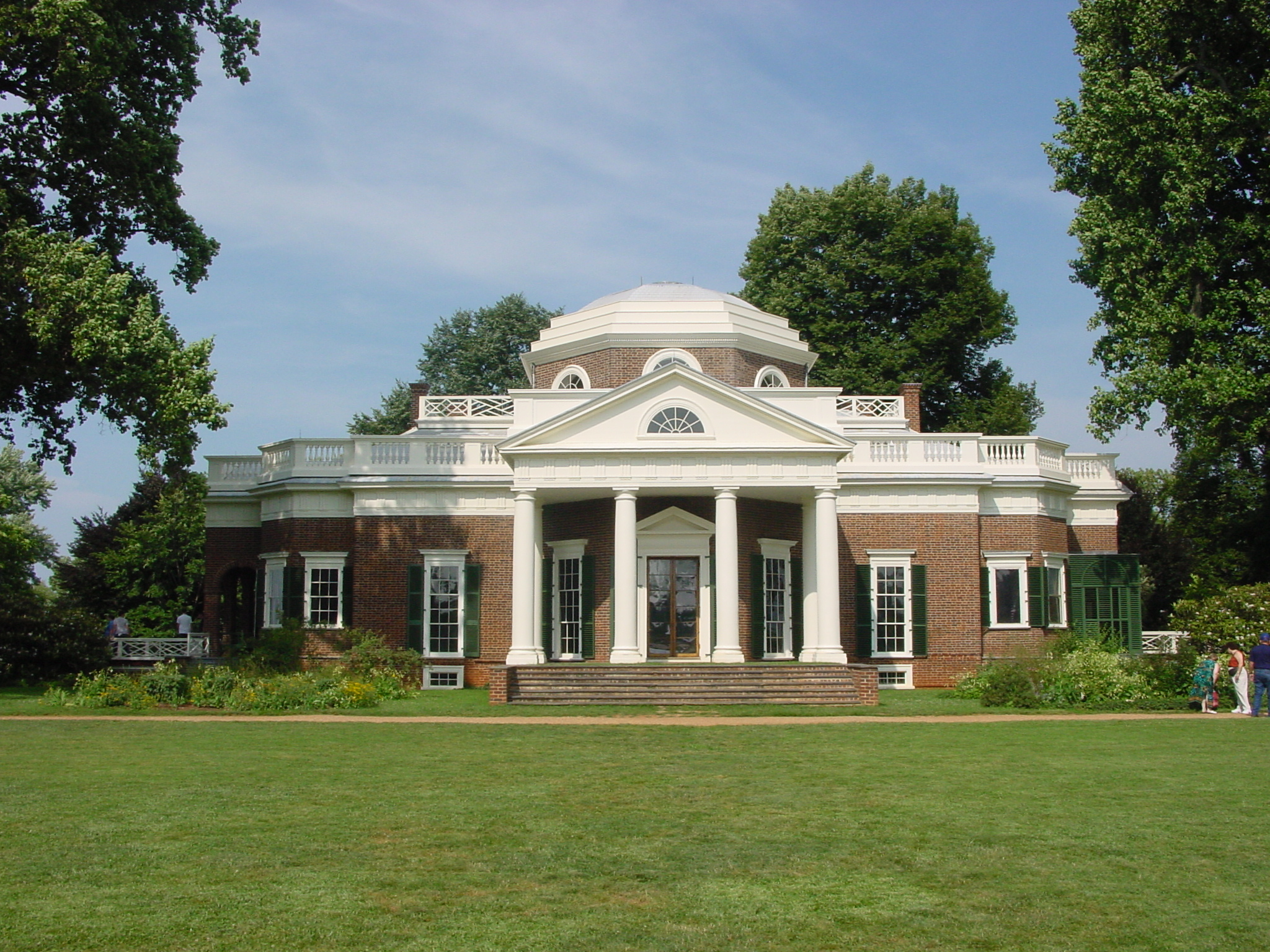
Monticello, das Landgut Jeffersons im Sklavenstaat Virginia

Hemings arbeitete für Jefferson kurzzeitig in Monticello, Virginia, wo Sklaverei legal war, danach auch in New York und Philadelphia, wo die Sklaverei abgeschafft war. Wie zuvor in Paris zahlte Jefferson Hemings dort ein Gehalt. Als 1793 die Rückkehr in den Sklavenstaat Virginia anstand, bat Hemings Jefferson schließlich um seine Freilassung. Jefferson gewährte sie ihm, aber machte die Freilassung davon abhängig, dass Hemings einen anderen Sklaven als Koch ausbildete. In einem Brief, der zwar keinerlei bindende Kraft hatte, aber Jefferson moralisch verpflichtete, hielt dieser fest:

„Nachdem ich mit großen Kosten James Hemings in der Kunst des Kochens habe ausbilden lasse und aus dem Wunsch, ihm ein Freund zu bleiben und von ihm so wenig wie möglich zu verlangen, verspreche und erkläre ich hiermit, dass dieser James im Verlauf dieses Winter mit mir nach Monticello zurückkehren solle, wo ich zukünftig wohnen werde, und dass er dort eine Person, die ich ihm unterstellen werde, zu einem guten Koch ausbilde. Wenn er diese Bedingungen erfüllt hat, wird er danach freigelassen und ich werde alle angemessenen Schritte tun, um ihm diese Freiheit zu geben.“

Hemings bildete auf Monticello seinen Bruder Peter aus. Jessica Harris nennt in ihrer Analyse der afroamerikanischen Küche dies für Familie Hemings eine typische Entwicklung. In der Küche von Jeffersons Landsitz Monticello arbeiteten über einen sehr langen Zeitraum zahlreiche Mitglieder dieser Familie, so dass Harris in Bezug auf diese Familie von einer Küchendynastie spricht.
1796 galt die Ausbildung von Hemings Bruder Peter als so weit fortgeschritten, dass Hemings in die Freiheit entlassen wurde. Am 26. Februar 1796 verließ Hemings Monticello, um nach Philadelphia zu gehen. Jefferson hatte Hemings für seine ersten Ausgaben noch 30 US-Dollar mitgegeben. Hemings lebte zunächst in Philadelphia und begann dann zu reisen. Möglicherweise besuchte er unter anderem Spanien, ließ sich jedoch letztlich in Baltimore nieder.
Thomas Jefferson wurde nach einem aggressiv geführten Wahlkampf zusammen mit seinem designierten Vizepräsidenten, dem New Yorker Aaron Burr, schließlich vom Repräsentantenhaus zum US-Präsidenten gewählt. 1801 kontaktierte Jefferson Hemings und bot ihm an, der Chefkoch seines Präsidentenhaushalts zu werden. Hemings nahm dieses Angebot zunächst an, verlangte jedoch einen formellen Brief, in dem Jefferson ihm seine genauen Pflichten auseinandersetze. Jeffersons Weigerung, einen solchen Brief aufsetzen zu lassen, endete damit, dass Hemings den Posten ablehnte. Die Stelle ging an den Franzosen Honoré Julien. Hätte Hemings die Stelle angenommen, wäre er der erste Afroamerikaner gewesen, der der Küche eines US-Präsidenten vorgestanden hätte.
Hemings kehrte nach Monticello zurück, wo ihm der Posten des Chefkochs des dortigen Haushalts angeboten worden war. Auch diese Stelle trat er jedoch nicht an, sondern arbeitete einige Monate in einer Bar in Baltimore. Hemings soll dabei zu viel Alkohol getrunken haben und beging noch im selben Jahr im Delirium Suizid.

## Nachwirken

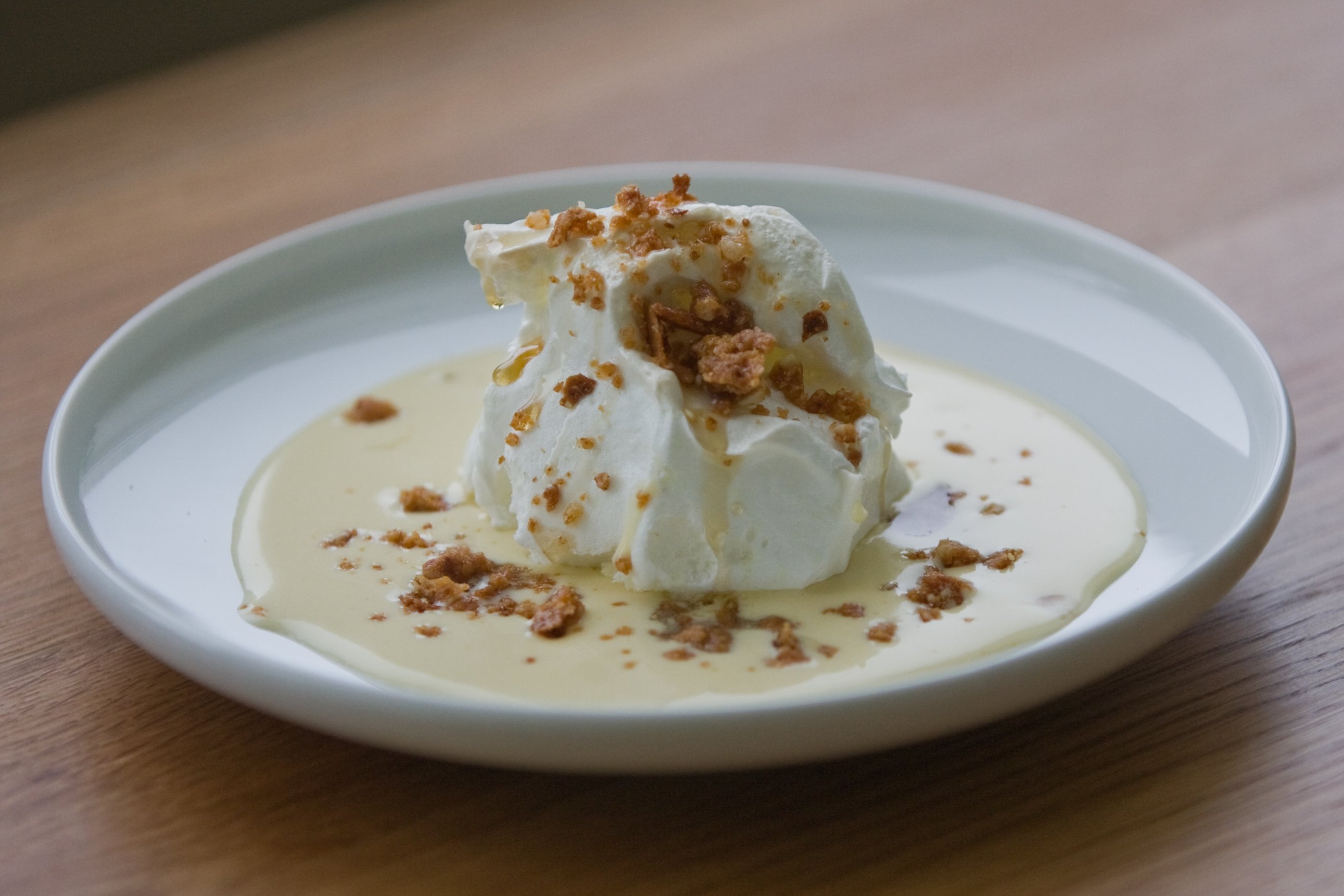
Schnee-Eier

Die Kochbücher der Familie Jefferson-Randolph enthalten zwei Rezepte, von denen man weiß, dass sie von James Hemings stammen. Bei diesen zwei Rezepten handelt es sich um Desserts, die von der französischen Küche beeinflusst sind: Schokoladencreme und Schnee-Eier. Die Kochbücher weisen auch Rezepte auf, die in einer afroamerikanischen Tradition stehen. Dazu zählen Wels- und Erdnusssuppe sowie ein Virginia-Gumbo. Für diese ist allerdings Hemings Autorenschaft nicht nachweisbar.
In der Library of Congress wird außerdem die Kücheninventarliste aufbewahrt, die Hemings niederschrieb, bevor er 1796 Monticello verließ.

## Einzelbelege
1. 1 2 3  Harris: High on the hog. S. 77.
2. ↑  Berkes, Anna; et al.: John Wayles. Monticello Foundation, archiviert vom Original am 22. Juli 2012; abgerufen am 28. Juni 2015.  Info: Der Archivlink wurde automatisch eingesetzt und noch nicht geprüft. Bitte prüfe Original- und Archivlink gemäß Anleitung und entferne dann diesen Hinweis.
3. ↑  James Hemings. In: monticello.org. Abgerufen am 28. Juni 2015.
4. ↑  "John Wayles", Thomas Jefferson Encyclopedia, Monticello, Zugriff vom 5. Juli 2015
5. 1 2  Harris: High on the hog. S. 78.
6. ↑  Petra Foede: Wie Bismarck auf den Hering kam. Kulinarische Legenden. Kein & Aber, Zürich 2009, ISBN 978-3-0369-5268-0, S. 178–182.
7. ↑  Rebecca L. Spang: The Invention of the Restaurant: Paris and Modern Gastronomic Culture. Cambridge 2000, S. 251.
8. 1 2 3  Harris: High on the hog. S. 79.
9. ↑  Nichola Fletcher: Charlemagne's Tablecloth - A Piquant History of Feasting. Phoenix Paperback, London 2004, ISBN 0-7538-1974-0, S. 155–157
10. 1 2  Harris: High on the hog. S. 80.
11. 1 2 3 4  Harris: High on the hog. S. 81.
12. ↑  Harris; High on the hog. S. 81. Im Original lautet das Zitat: Having been at great expence [sic] in having James Hemings taught the art of cookery, desiring to befriend him and to require from him as little as possible, I do hereby promise & declare, that if the said James shall go with me to Monticello in the course of the ensuing winter, when I go to reside there myself, and shall there continue until he shall have taught such person as I shall place under him fort hat purpose tob e a good cook this previous condition being performed, he shall be thereupon made free, and I will thereupon execute the proper instruments to make him free.
13. ↑  R.B. Bernstein: R.B. Bernstein: Thomas Jefferson. Oxford University Press, New York u. a. 2005, ISBN 0-19-518130-1. S. 132
14. 1 2 3  High on the hog. S. 82.

| Personendaten    | Personendaten                            |
| ---------------- | ---------------------------------------- |
| NAME             | Hemings, James                           |
| KURZBESCHREIBUNG | Sklave und Chefkoch von Thomas Jefferson |
| GEBURTSDATUM     | 1765                                     |
| GEBURTSORT       | Guiney, Kolonie Virginia                 |
| STERBEDATUM      | 1801                                     |
| STERBEORT        | Baltimore, Maryland                      |